# Abbaye de Prébenoît
L’abbaye de Prébenoît est une abbaye cistercienne située dans l'actuel département français de la Creuse en région Nouvelle-Aquitaine, qui fut active du XIIe siècle à la Révolution française, et en grande partie détruite au XIXe siècle.

## Histoire

### Une fille de Dalon
Il est possible que l’abbaye s’installe à un endroit ou à proximité d’une communauté d’ermites, établis dans la forêt frontalière des seigneuries de Malval et de Boussac vers 1120.
C'est en 1140 que l’abbaye de Dalon crée dans la paroisse de Bétête (actuelle Creuse) une abbaye grâce à une donation effectuée par le seigneur de Malval. Cette abbaye reçoit le nom de Prébenoît ("pré béni"). Le premier abbé, vraisemblablement le fondateur, s'appelait Pierre. La communauté de moines qui s’y installent vient soit de l’abbaye-mère, Dalon, soit de l’abbaye de Chatreix à Saint-Julien-le-Petit. En 1163, l'abbaye s'intègre à l'ordre de Cîteaux.

### Constitution du domaine de l’abbaye
Diverses familles nobles de la région, dont la puissante famille de Déols, effectuent des dons en faveur de la nouvelle fondation. Ces dons assurent son existence et une relative prospérité, même si l’abbaye de Prébenoît ne compta jamais dans les abbayes extrêmement riches et prospères.
Elle fait l'objet d'une particulière sollicitude de la part des Brosse, seigneurs de Boussac, eux-mêmes issus des Déols par les femmes, qui décident d'y établir leur sépulture. Roger de Brosse, mort en 1287, y est inhumé avec son épouse, Marguerite de Déols, ainsi que certains de leurs descendants, tel Jean de Brosse, le "maréchal de Boussac", mort en 1433. Les dons de la famille de Brosse sont implantés tout autour de l’abbaye, mais aussi à Saint-Dizier-les-Domaines (fermes et bois) et Ladapeyre.
- Le tombeau de la famille de Brosse : son aspect général est connu par les témoignages de voyageurs ayant visité l’abbaye creusoise ; les relations qu’ils en firent, retrouvées dans des manuscrits, ont été portées à la connaissance des chercheurs depuis vingt-cinq ans. C’est à A. Guy que revient le mérite d’avoir ainsi publié, en 1979, la description la plus complète du tombeau de Brosse laissée par un certain Duval qui séjourna à Prébenoît en 1788 et qui décrivit ainsi le tombeau : « Rogier Debrosse est représenté au naturel avec sa cotte d’armes en bronze. L’épaisseur de sa tombe, qui est d’environ quatre pouces, est couverte d’une lame de cuivre dorée sur laquelle étaient peintes en plusieurs médaillons rangés tout autour, les armoiries de Brosse, de Déols et autres ; mais la couleur du métal a trompé ou séduit quelques curieux et on a arraché partie de ces médaillons et endommagé. C’est Ph. Loy qui a retrouvé la plus ancienne référence, datant du XVIIe ou du XVIIIe s., due à un abbé de la congrégation de Saint-Maur qui relate avoir vu devant le grand autel de l’église de Prébenoît “une tombe eslevée environ de trois pieds sur laquelle est couchée la figure d’un homme joignant les mains et tenant une croix enscellée. L'escu de ses armes est party au 1 à trois gerbes dor comme broce, au 2 fassé d’or… il y a beaucoup d’autres escussons”. »

Les vassaux des seigneurs de Boussac participent également à la constitution du patrimoine foncier de l’abbaye :
- ce sont d’abord les Nouzerines, qui font don entre 1162 et 1192 des lieux-dits de Luyat, Montbeau, granges de Villatte et la Fontanelle, à proximité de l’abbaye[6] ;
- puis les Adhémar, autour de 1200, qui donnent terres, bois, prés et droits aux lieux-dits Écosse, Moisse, Nauchet, Luyat, le Puy, les Bracons (actuelle commune de Bétête), le Pont et Beybet (commune de Genouillac), mais aussi les dîmes de Ligondeix à Clugnat, et d’autres revenus à Saint-Pierre-le-Bost[6],[7].

La dernière famille donataire est celle de Verneiges, qui lui attribue deux domaines, à Molles (Ladapeyre) et à Bramareix (Châtelus-Malvaleix), à une dizaine de kilomètres au sud de l’abbaye. Ces biens sont confirmés aux siècles suivants, et complétés par quelques dons secondaires. Ainsi, l’abbaye possède des droits plus ou moins étendus sur tout le territoire qui l’entoure, plus quelques terrains discontinus au sud de la rivière Petite Creuse. Ces terres sont administrées via des granges, qui servent aussi à entreposer les redevances perçues : celles-ci seraient au nombre de sept, dont une à Sinaise dans l’Indre. Les moines, afin de mettre en valeur au mieux ces biens, conduisent d’importants travaux d’aménagements hydrauliques :
- canalisation du ruisseau proche, le Cluzeau, au pied du coteau oriental de sa vallée dans les premières décennies du XIIIe siècle[9], ce qui permet de l’éloigner de l’abbaye[10] ;
- moulins de la Côte, de la Barrière, de Naucher, de la Fontanelle, de la Porte sur le Cluzeau, ceux de La Châtre (voir plus bas) et celui des Boissières à Saint-Dizier[8],[11] ;
- trois étangs artificiels sont aménagés dans les environs : l’Étang noir (avec une chaussée de 100 m, qui s’est rompue dans les années 1970), l’étang des Côtes, en amont, qui alimentait l’abbaye en eau via le canal décrit plus bas, et l’Étang rompu, à 2 km environ de l’abbaye[11] ;
- une nouvelle dérivation du Cluzeau est creusée au XVIIIe siècle, pour alimenter les douves converties en vivier, et un canal de vidange de ce même vivier[12].

Des biens en ville complètent le patrimoine de l’abbaye : une maison à Châteaumeillant, une chapelle à Sainte-Sévère, et une maison avec pressoir, deux moulins et des vignes à La Châtre.
La construction de l’abbaye est achevée vers 1180.

### Différentes phases de construction
Durant la guerre de Cent Ans, l’abbaye est fortifiée : des douves sont creusées tout autour des bâtiments, et l’église, dont la nef est raccourcie à cette occasion, est dotée de tours de défense. Les bâtiments conventuels sont eux aussi réduits pour l’établissement du périmètre défensif.

### Temps modernes
Dès la fin du XVe siècle, avec Jean VI de Saint-Julien, mentionné en 1490, et jusqu'en 1599, les seigneurs de Saint-Julien sont qualifiés de "gardiens" de l'abbaye.
Durant les guerres de Religion et de la Ligue, l'abbaye est occupée alternativement par des troupes protestantes et catholiques, qui la pillent en ces occasions. En 1590-1591, l'abbaye est aux mains des protestants, qui finissent par en être chassés par leurs adversaires, au terme de combats qui laissent ravagés l'abbatiale et les bâtiments conventuels. En 1621, le nouvel abbé commendataire, Mathieu de Verthamont, venu prendre possession des lieux, évoque de « grandes et pitoyables ruynes » et « la désolation pitoyable en tous ses appartements ». Par la suite, les différents abbés commendataires ne procèdent pas à d'importants travaux de restauration : en 1691, le lieutenant général de Guéret constate en effet le très mauvais état de tous les bâtiments.
En dépit des donations dont elle a bénéficié, l'abbaye de Prébenoît est restée très modeste. De plus, la rapacité des abbés commendataires empêcha toute remise en état de l’abbaye. L'inventaire effectué en août 1790 montre que les revenus de l'abbaye se montaient à 5 502 livres, ses dépenses à 5 188 livres (dont 1 800 livres à l'abbé commendataire).
Prébenoît était elle aussi touchée par la crise des vocations, puisqu’à la veille de la Révolution, on n'y comptait plus que deux moines.

### Révolution française
Lors de l’inventaire de 1790, il subsistait « un vieux mausolée en bois et cuivre », sans doute le tombeau de Jean de Brosse, dont on suppose qu'il comportait des plaques en émaux de Limoges. Ce tombeau fut démonté et transféré à Guéret à cette époque, mais il a disparu depuis lors.

### Depuis la Révolution française
À la Révolution française, l'abbatiale, les bâtiments et les terres de l'abbaye sont déclarés biens nationaux, puis vendus à un bourgeois, Henri Carbonnières, qui ne peut cependant pas payer totalement le prix d’achat. Les bâtiments de l’abbaye sont donc attribués à la Légion d'honneur, puis transférés à la Caisse d'amortissement en 1806, et enfin à Louis Gérouilhe de Beauvais en 1811. L'ancien bâtiment conventuel devient le logement de fermiers lorsqu’il est revendu au comte de Beaufranchet en 1829,. Le bâtiment se dégrade progressivement jusqu’aux années 1960, lorsqu’il est loué par le centre d’animation et de tourisme, qui le restaure. Il a été acquis en 1987 par la municipalité de Bétête. Plusieurs associations se succèdent pour continuer sa restauration et effectuer des fouilles à l'emplacement de l'ancienne abbatiale qui avait été entièrement rasée.
La fontaine installée au centre du village de Châtelus-Malvaleix après la Révolution provient de l’abbaye de Prébenoît.
En 2022, un moine ermite cistercien s'installe dans l'abbaye.

## Filiation et dépendances
Prédenoit et fille de l'abbaye de Dalon

## Liste des abbés
1. Pierre[19], 1140 - …
2. Bernard, … - † 1162.
3. Airaud, …
4. Elie, …1180 - † 1182.
5. Archambaud, …1191 – 1192…
6. Guillaume Ier, …1204…
7. Benoît, …1208…
8. P…, …1214…
9. Jean, 1215 – 1228…
10. Guillaume II, …1236 – 1246…
11. Pierre II, …1260 – 1263.
12. Raymond, 1263 - …
13. Jean II, …1269…
14. Airaud, …1274…
15. Gervais, …1279 – 1285…
16. Pierre III, …1288 – 1298…
17. Hugues, …1299 – 1300…
18. Pierre IV, …1333 – 1339…
19. Pierre V, …1370…
20. Pierre VI de Saint-Avit, …1375 – 1381…
21. Jean III de Brollac, …1394 – 1398…
22. Jean IV de Nozerinnes, …1402…
23. Pierre VII de la Borde, …1405…
24. Jean V de la Pierre, …1419 – 1425…
25. Philippe Robinet, …1436 – 1473…
26. Guillaume Ier de Bonlieu, …1497…
27. Jean VI de Saint-Julien, …1490 – 1518… , d’abord abbé de Puy-Ferrand (1481).
28. Olivier de Saint-Julien, 1522 - † 29 novembre 1544, protonotaire du Saint-Siège apostolique, d’abord abbé de Puy-Ferrand (1481).
29. Jean VII de Rebinghes, 1545 – résigne, religieux de l’Ordre de Saint-Augustin, aumônier de la reine Catherine, aussi abbé de N-D. de Boulogne-sur-Mer de 1548 à sa mort en 1557.
30. Barthélemy I Mosnier, …1548 – 1548.
31. François Ier de Saint-Julien, …1548 – 1557…
Abbés commendataires :
32. Barthélemy II Mosnier, …1563 – 1568.
33. Louis Ier de Saint-Julien, 1568 - † 1578, protonotaire du Saint-Siège apostolique.
34. Simon du Mas, 10 septembre 1578 - † 1595, protonotaire du Saint-Siège apostolique.
35. Jean VIII de Saint-Julien, 1595-1612
36. Jean IX d’Estampes, 11 avril 1612 – 1614…
37. François II Valletaud, …1617…
38. Mathieu de Verthamon, …1620 - † 1639, aumônier du Roi, doyen de la cathédrale de Limoges (1594).
39. François III de Malesset, …1645 - 1676 au château de Châtelus-Malvaleix.
40. Louis II Sauvat, 1676-1691
41. Guillaume II Antoine de Beauvoir de Chastellux, 1691-1691
42. René-Gabriel des Nots, 22 avril 1691 - † 1706.
43. François IV du Bosc, 14 août 1706 - † 5 février 1724, aussi prieur de Jarnages (1713).
44. Patrice de Magdonne, 15 mars 1725 – résigne en 1735.
45. Pierre VIII Xavier Bénie de la Cypière, 1er janvier 1737 - † 1739, vicaire-général de Sarlat.
46. Jean-Baptiste Formiger de Beaupuy, 11 novembre 1739 - † 1784, acolyte du diocèse de Sarlat.
47. N. d’Omingon-Gassens, mars 1784 – 1791, vicaire-général de Montauban.